# Буребиста
Буребиста (грч. Βοιρεβιστας; умро 44. п. н. е.) је био краљ Гета и Дачана, познат по томе што је 82. п. н. е. њихова племена ујединио у државу под својом влашћу и назвао је Дакија. Током дуге владавине је водио низ похода којима је пљачкао или под своју власт ставио низ суседних племена у околини Централне и југоисточне Европе. Године 44. п. н. е. убијен је у дворској завери, након које је његово краљевство подељено у неколико мањих држава.